# Crayons
| Recensione | Giudizio |
| ---------- | -------- |
| AllMusic   |          |

Crayons è il diciassettesimo album in studio della cantautrice statunitense Donna Summer, pubblicato nel maggio del 2008 dall'etichetta Burgundy Records. L'album è l'ultimo pubblicato dalla cantante, scomparsa nel maggio 2012.

## Tracce
1. Stamp Your Feet – 3:52 (Danielle Brisebois, Greg Kurstin, Donna Summer)
2. Mr. Music – 3:14 (Evan Bogart, J. R. Rotem, Summer, Meredith Willson)
3. Crayons – 3:21 (Brisebois, Kurstin, Marley, Summer)
4. The Queen Is Back – 3:27 (Bogart, Rotem, Summer)
5. Fame (The Game) – 4:03 (Toby Gad, Summer)
6. Sand on My Feet – 3:51 (Gad, Summer)
7. Drivin' Down Brazil – 4:43 (Brisebois, Kurstin, Summer)
8. I'm a Fire – 7:11 (Al Kasha, Sebastian Arocha Morton, Summer)
9. Slide Over Backwards – 4:10 (Nathan DiGesare, Jakob Petren, Summer)
10. Science of Love – 3:48 (Gad, Summer)
11. Be Myself Again – 4:19 (Wayne Hector, Lester Mendez, Summer)
12. Bring Down the Reign – 4:33 (Jamie Houston, Fred Kron, Summer)
13. It's Only Love – 6:58 (Kasha, Morton, Summer)

Durata totale: 57:30

## Classifiche
| Classifica (2008) | Posizione massima |
| ----------------- | ----------------- |
| Belgio (Fiandre)  | 77                |
| Germania          | 73                |
| Spagna            | 97                |
| Stati Uniti       | 17                |
| Stati Uniti R&B   | 5                 |
| Svizzera          | 85                |